# Пол Мейсон
Пол Мейсон  (англ. Paul Mason; нар. 23 січня 1960)  — британський коментатор і радіоведучий. Був редактором з культури та цифрового мовлення «Channel 4 News». З 1 червня 2014 року працював у програмі «Newsnight BBC Two». У світі відомий завдяки книзі «Postcapitalism: A Guide to Our Future» (2015). Українською мовою видання «Посткапіталізм. Путівник у майбутнє» перекладено та опубліковано видавництвом «Наш Формат» в 2019 році.
Наразі Мейсон викладає в університеті Вулверхемптона.

## Ранні роки та освіта
Мейсон народився в містечку Лі, графство Ланкашир. Його батько, Джон Мейсон (1927—1986), був водієм вантажівки в компанії «Ward & Goldstone Ltd». Мати — Джулія (до шлюбу Льюїс) 1935 року народження, очолювала початкову школу Святої Маргарити Марії, у містечку Хіндлі Грін. Один з дідів Мейсона був шахтарем, інший — литовсько-єврейським скрипалем.
Початкову освіту Мейсон отримав у школі Святого Йосипа у Лі та в Торслійському Салезіянському коледжі в Болтоні, що тоді був гімназією (в 1970-х роках). Пізніше закінчив Університет Шеффілда за фахом «музика і політика». У 1981 році та став учителем музики в Інституті освіти Лондонського університету. Закінчив аспірантуру з вивчення музики у Другій віденській школі при університеті Шеффілд (1986).
З 1982 до 1988 року Пол Мейсон жив та працював вчителем музики в університеті Лафборо.

## Журналістика та радіомовлення
З 1988 року Мейсон живе в Лондоні. У 1991 році став незалежним журналістом.
З 1995 по 2001 рік працював у «Reed Business Information» заступником редактора. Під час буму доткомів, Мейсон запустив «E-Business Review» та консультував редактора із запуску CW360.com. Також публікував статті для «Daily Express» і «The Mail».
У серпні 2001 року Мейсон приєднався до телевізійній програмі «BBC Two Newsnight», зайнявши пост редактора з бізнесу. Його перший виступ на «Newsnight» відбулося в день терактів 11 вересня 2001 року.
В 2007 році вийшла перша книга Мейсона — «Live Working or Die Fighting: How the Working Class Went Global», яка була номінована на премію «Guardian». Дещо пізніше він представив серію з чотирьох частин, яку присвятив історії бавовняної промисловості (для BBC Radio Four).
У січні 2012 року опубліковано його книгу «Why It's Kicking Off Everywhere: The New Global Revolutions».
У серпні 2013 року Мейсон приєднався до «Channel 4 News». В 2016 році він оголосив, що залишає роботу, щоб стати фрілансером та мати змогу більш активно брати участь в політичних дебатах без цензури.

## Інше
У 2017 році Мейсон написав п'єсу на два акти, що розповідає про життя Луїзи Мішель та інших вигнанців Нової Каледонії після подій Паризької комуни 1871 року.
В 2003 році Пол отримав Премію Уінкотта, за діяльність в області ділової журналістики. Також відзначений премією Diageo, а за доповідь про соціальні рухи, що стоять за болівійським президентом Ево Моралесом, був удостоєний премії Оруелла (2007).
Мейсон є прихильником клубу Манчестер Юнайтед (Англія) та команди з регбі «Центуріон».
Одружений з медсестрою Джейн Брутон.

## Переклад українською
- Пол Мейсон. Посткапіталізм. Путівник у майбутнє / пер. Наталя Мочалова. — К.: Наш Формат, 2019.